# Manado Express
Manado Express est la 2e saison de Dakar-Fès Express diffusée le 20 mars 2012 et le 28 mars 2012 sur 2M et présentée par Hicham Mesrar.
6 célébrités (3 équipes de 2 personnes) ont répondu présent pour partir à l'aventure en Indonésie avec 10 dirhams par jour et par personne afin de tenter de gagner jusqu'à 250 000 dhs pour l'association de leur choix.

## Les candidats et les résultats
| 1° | Samid Ghailan & Younès Lazrak  | Animateurs télé |  | 1er |
| 2° | Samia Akariou & Nora Skalli    | Actrices/Amies  |  | 2e  |
| 3° | Dounia Boutazout & Aziz Hattab | Acteurs         |  | 3e  |

## Le parcours
Le parcours se déroule dans le nord de l'île de Sulawesi, en Indonésie. Le lieu final est le chef-lieu de l'île, Manado.

### Les différentes étapes
- Étapes en  Indonésie:
  - 1° étape Ile de Sulawesi
  - 2° étape Manado